# Kolepi
Kolepi – wieś w Estonii, w prowincji Võru, w gminie Võru.